# Ferrovia di Sintra
La ferrovia di Sintra (in portoghese Linha de Sintra) è una linea ferroviaria che collega Lisbona e Sintra, in Portogallo. Il primo tratto fu inaugurato il 2 aprile 1887.

## Storia

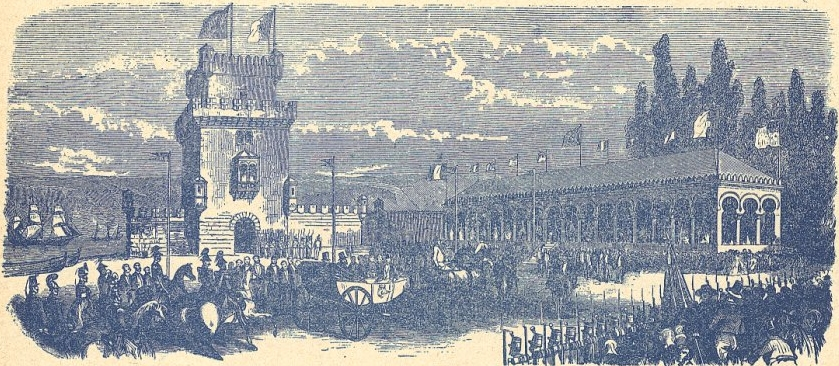
Inaugurazione delle opere del primo progetto per Sintra, nel 1885

### Prodromi
Un primo progetto di collegamento ferroviario per Sintra fu presentato dal conte Claranges Lucotte, che propose l'itinerario, dal Forte di San Paolo (Lisbona) a Sintra, seguendo il corso del fiume Tago fino a Belém virando poi verso Sintra. Due diramazioni erano previste, per Colares e per Cascais. Approvato il 30 settembre 1854 e confermato con legge il 26 luglio 1855 dopo alcuni lavori si arenò definitivamente.

### Larmanjat e nuovi progetti
Il 25 ottobre 1869 il Duca di Saldanha ottenne l'autorizzazione a costruire su strada un sistema Larmanjat tra Lumiar e Alcobaça cui si aggiunse il ramo per Sintra e Cascais nel 1871. Pur costruito venne chiuso nel 1877.
Nel 1870 l'ingegnere Thomé de Gamond approntò un altro progetto per una linea di 45 km, dall'imbarcadero ad est di Lisbona a Colares, passando per Belém, Caxias, Paço de Arcos, Oleiros, São Julião, Murtal, Estoril, Cascais, Alcabideche e Sintra.
Nel gennaio 1880 il parlamento esaminò un progetto della Companhia Real dos Caminhos de Ferro Portugueses per una linea tra Santa Apolónia e Pombal, passando per la Valle di Chelas e per le località di Torres Vedras, Caldas da Rainha, São Martinho e Marinha Grande; il governo avrebbe appoggiato il progetto con una sovvenzione del 6%. La caduta del governo bloccò tutto per cui la Companhia presentò un nuovo progetto che prevedeva due linee; una tra Alcântara e Torres Vedras, con diramazione per Sintra e Merceana, il secondo proseguiva su Figueira da Foz e Alfarelos.

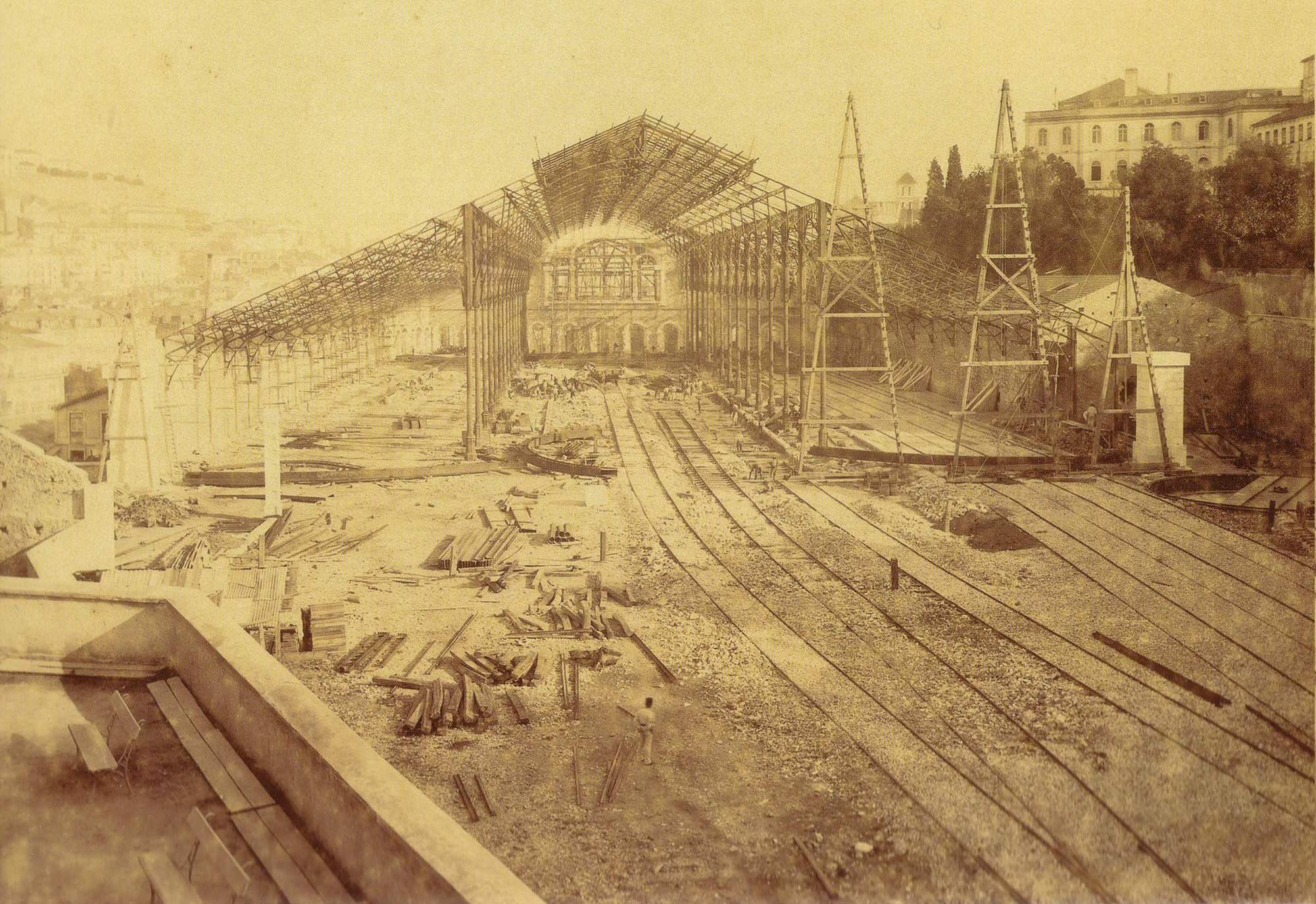
Stazione di Rossio in costruzione (1886)

### Realizzazioni
La costruzione del primo gruppo di linee fu affidata all'impresa Henry Burnay & Co. le restanti alla Companhia Real. Il 9 maggio 1883 la "Real" assunse anche la parte di competenza della Burnay ottenendo il 15 maggio 1885 il riconoscimento governativo e con l'accordo ministeriale del 28 luglio anche una garantia legale del 5%.
Le costruzioni rispettarono le scadenze previste nell'accordo con il governo; la Alcântara-Terra - Sintra fu aperta il 2 aprile 1887; la Campolide - Agualva-Cacém fu raddoppiata nel 1895.
Un decreto del 7 luglio 1886 concesse alla Companhia Real la costruzione di una linea tra Xabregas, sulla ferrovia del Nord, e Benfica, sulla ferrovia dell'Ovest. Il 9 aprile 1887 la Companhia Real fu autorizzata a costruire ed esercire una linea urbana a doppio binario di collegamento tra la linea dell'Ovest e il centro di Lisbona ad uso passeggeri e merci. Un terzo decreto del 23 luglio autorizzò la Companhia a costruire due tratte della futura Linea di Cintura per collegare la stazione centrale di Lisbona (in seguito stazione di Lisbona Rossio). Nel giugno 1888 iniziavano i lavori sulla ferrovia urbana per Rossio. Nell'aprile del 1889 veniva completato il tunnel di Rossio e la stazione Centrale; Nel mese di maggio 1889, il primo treno attraversava il tunnel ma solo in maggio 1891 questo veniva inaugurato e il mese dopo aperto all'esercizio regolare.

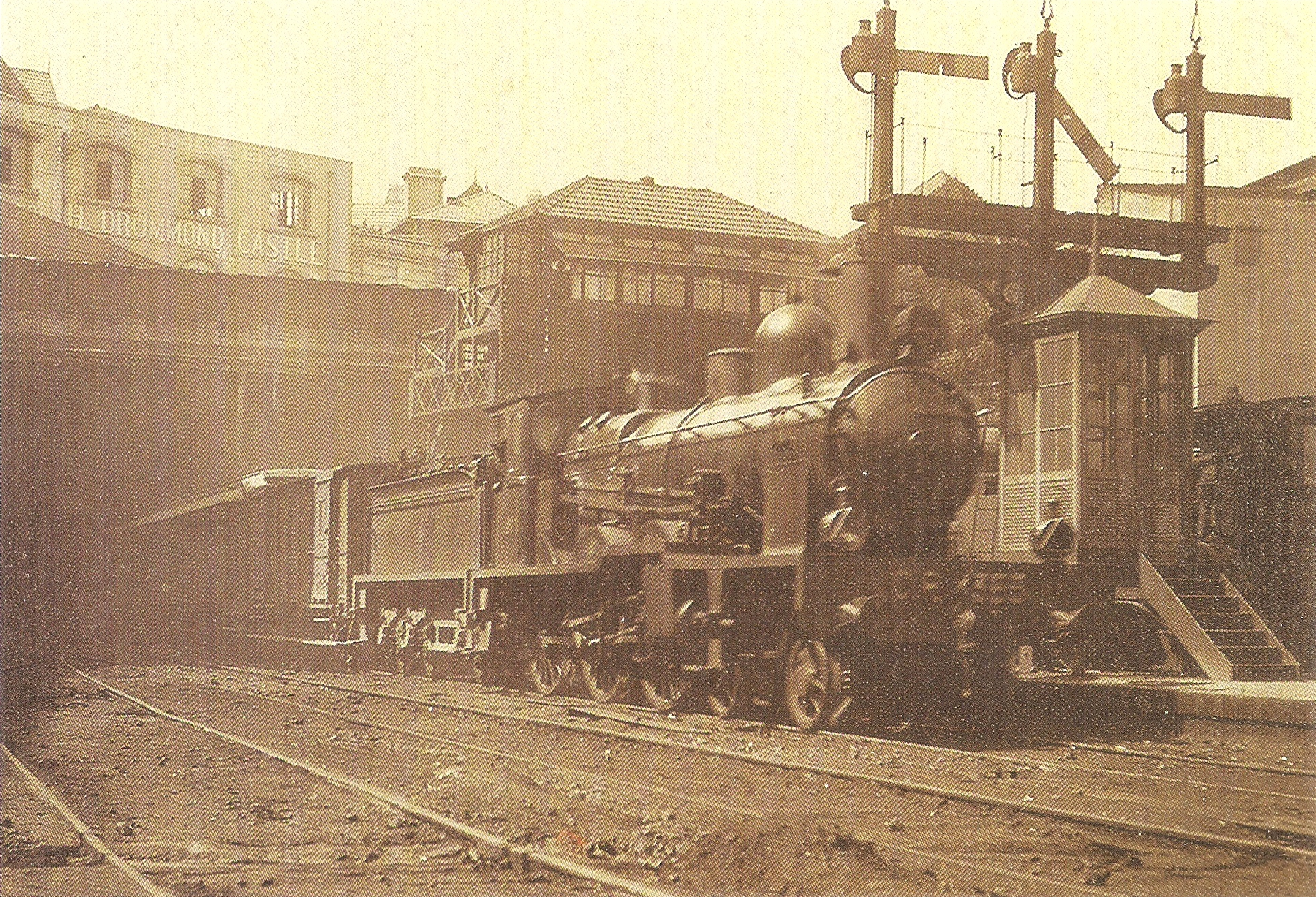
Treno in partenza dalla stazione di Lisbona Rossio, anni dieci del XX secolo

### Prima metà del XX secolo
Nel 1904 la Companhia dos Caminhos de Ferro Portugueses esperimentò sulla ferrovia di Sintra automotrici a vapore delle serie Z1-4 che tuttavia non diedero buoni risultati.
Durante gli anni della prima guerra mondiale il traffico sulla linea di Sintra ebbe un incremento nonostante le molte difficoltà operative del periodo.
Il 17 ottobre del 1948 venne attivato il raddoppio della tratta Mercês - Agualva-Cacém e dal 20 gennaio 1949 il doppio binario raggiunse Sintra

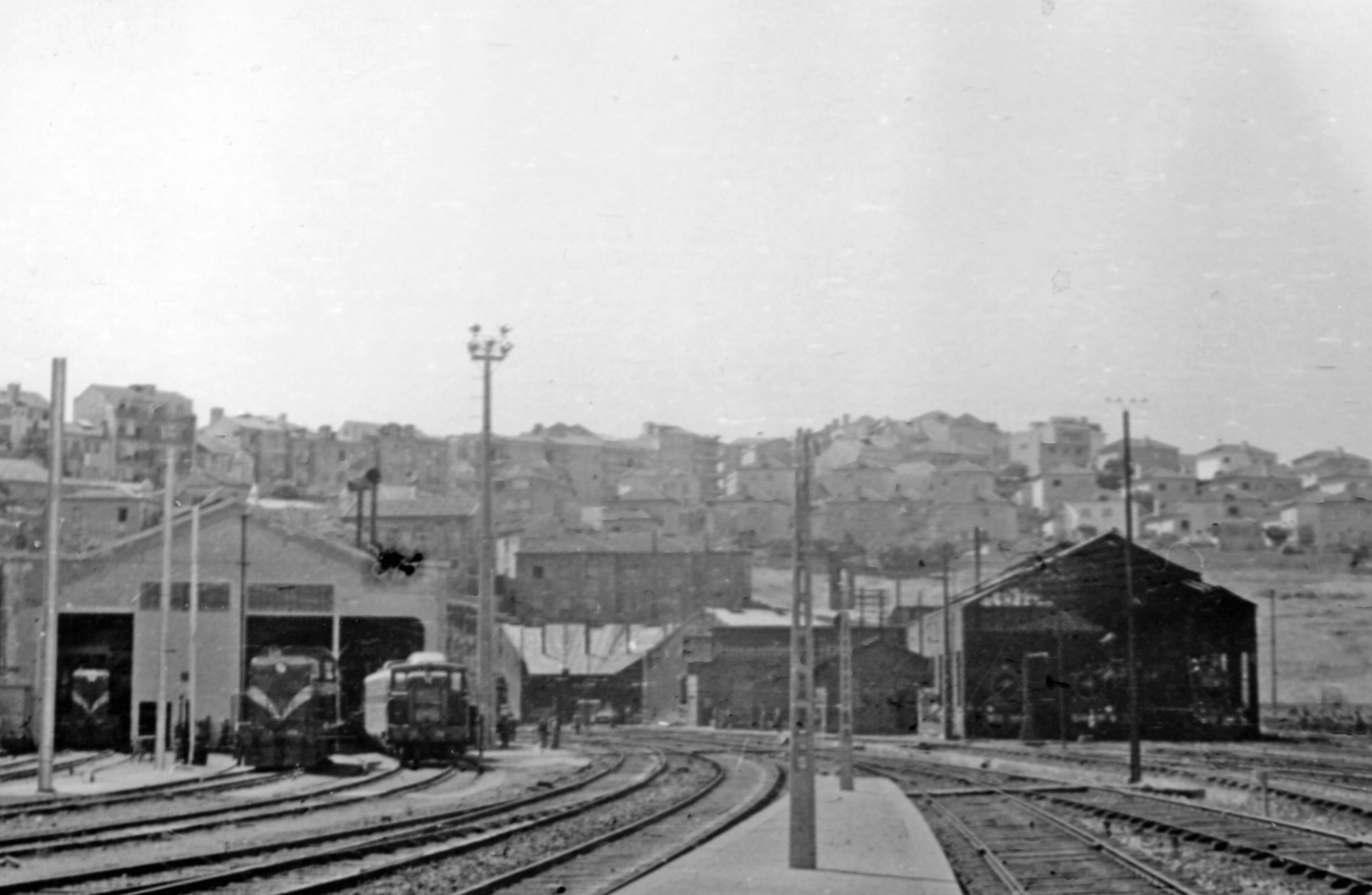
Stazione di Campolide, 1956

### Elettrificazione

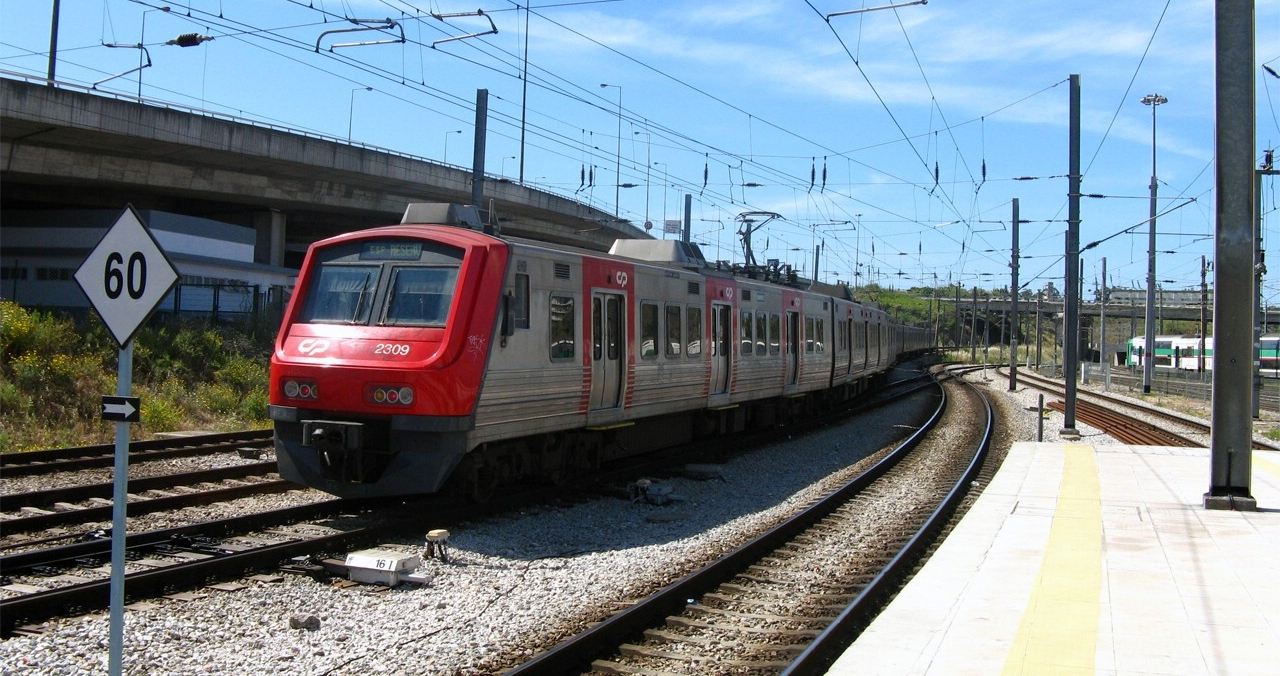
Convoglio 2309 (nella seconda livrea adottata). Stazione di Campolide, 2009

Nel secondo dopoguerra ebbe inizio un programma di investimenti nel settore ferroviario con lo scopo, tra l'altro, di affrancarlo dalla dipendenza del carbone; il I "Plano de Fomento" prevedeva di elettrificare la linea di Sintra" e parte della Linha do Norte e la costruzione di alcune centrali idroelettriche. Venne adottata la tensione di 25 kV a frequenza industriale (50 Hz).
Il 6 aprile 1955 venne siglato il contratto per l'elettrificazione della linea e della tratta Lisbona - Carregado della ferrovia del Nord.. Per l'esercizio veniva prevista l'immissione di 15 locomotive della serie 2500 e 25 automotrici elettriche delle serie 2000/2050/2080; la costruzione di 2 sottostazioni, delle catenarie e del segnalamento erano tutte commissionate al Groumpment d'Étude et d'Electrification de Chemins de Fer en Monofasé 50 Hz.
Il 28 aprile 1956 le nuove infrastrutture vennero inaugurate; la cerimonia venne integrata con le celebrazioni del centenario delle ferrovie del Portogallo. L'anno seguente entrarono in servizio le prime automotorici elettriche sulla linea di Sintra. I lavori tuttavia non previdero modifiche di tracciato; il mancato potenziamento delle infrastrutture viarie annullò presto i vantaggi del cambio di tipo di trazione. L'espansione del tessuto urbano nei decenni successivi impedì ogni possibile modifica dei tracciati esistenti.
Nel 1956 la linea superò qualunque previsione nell'esercizio passeggeri con più di 10 milioni di passeggeri; questi aumentarono a 24 milioni già nel 1960.
Il 25 aprile 1974, in seguito alla Rivoluzione dei garofani, tutti i treni della linea di Sintra rimasero bloccati nelle varie stazioni antecedenti a quella di Lisbona Rossio.
Nel 1977 fu adottata la classe unica sulle linee suburbane afferenti a Lisbona, inclusa la linea di Sintra; nel 1986 le Caminhos de Ferro Portugueses affidarono alle imprese Sistel e Alsthom l'incarico di installare un sistema di controllo automatico di velocità (Convel) dei treni della linea di Sintra entro il termine del 1993.

### Ammodernamento

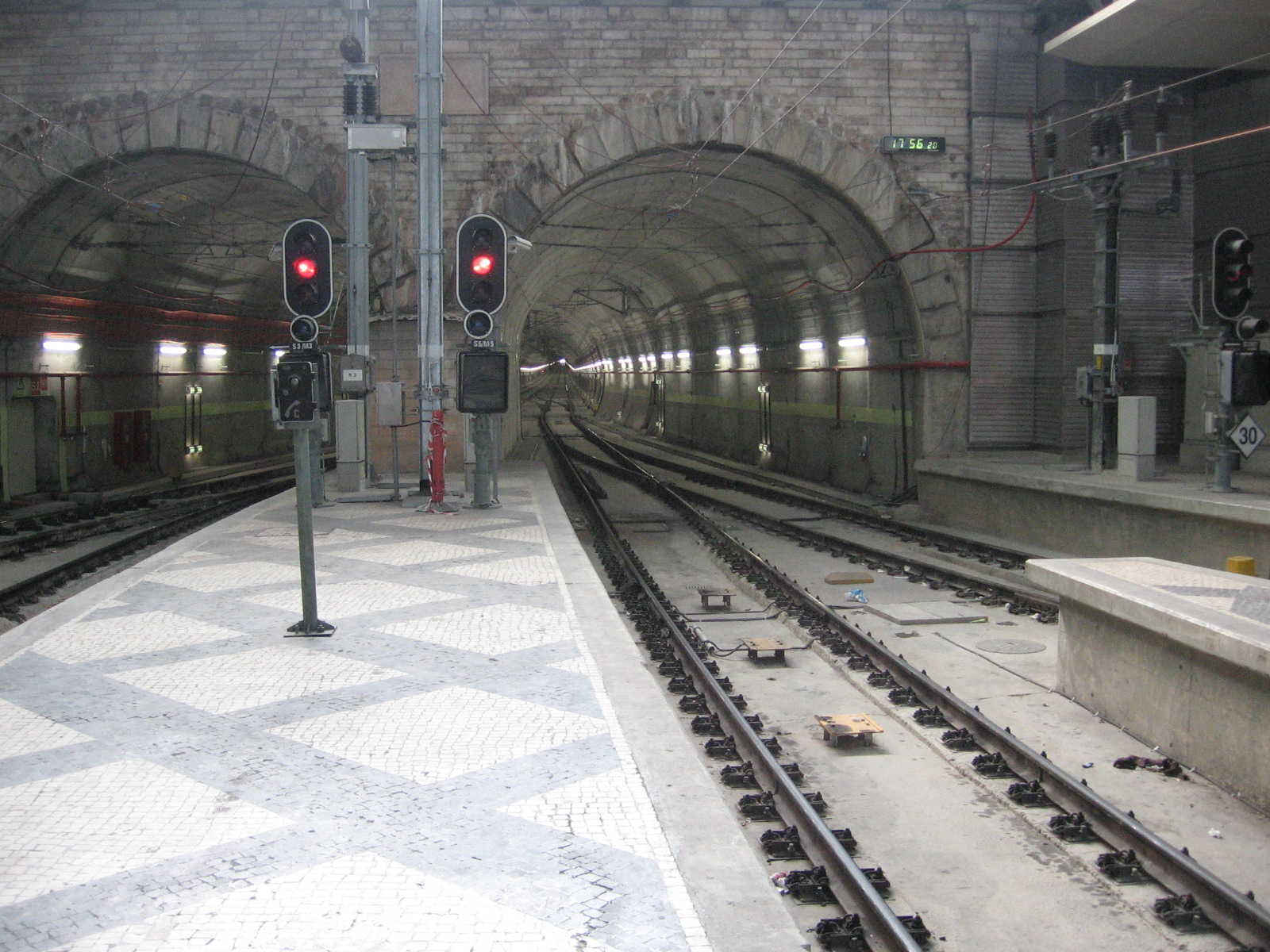
Tunnel Rossio, adiacente stazione di Lisbona Rossio

Nel 1990 furono acquistate 42 automotrici della serie 2300 per l'esercizio della Linha de Sintra. Nella metà del 1991 Caminhos de Ferro Portugueses affidò ad un consorzio di imprese, di cui facevano parte la Siemens e la Sociedades Reunidas de Fabricações Metálicas, una commessa per la costruzione di materiale rotabile specifico da immettere in servizio, dal 1992, sulla linea ormai divenuto uno degli assi principali del trasporto ferroviario suburbano di Lisbona.
Il piano di ammodernamento, iniziato nel 1993, il cui completamento era previsto per il 1997, oltre al materiale rotabile, prevedeva anche l'infrastruttura, tra cui la quadruplicazione dei binari tra Campolide e Cacém, nuovo segnalamento e controllo automático di velocità, rifacimento funzionale delle stazioni di Rossio, Amadora e Sintra e l'eliminazione dei passaggi a livello.
I lavori successivi portarono alla chiusura di alcune stazioni e fermate come Cruz da Pedra e Santa Cruz de Benfica, chiusi alla fine degli anni 1990. Negli decenni la linea è stata interessata da ulteriori ammodernamenti tra cui la quadruplicazione del percorso tra le stazioni di Barcarena e Agualva-Cacém.

## Caratteristiche
| Head station |

| Enter and exit tunnel |

|  | Unknown route-map component "ABZg+l" | Unknown route-map component "CONTfq" |

| Straight track |

| Station on track |

| Unknown route-map component "CONTgq" | Junction both to and from right |  |

| Unknown route-map component "eHST" |

| Station on track |

| Stop on track |

| Stop on track |

| Station on track |

| Stop on track |

| Station on track |

| Stop on track |

| Station on track |

| Unknown route-map component "CONTgq" | Unknown route-map component "ABZgr" |  |

| Stop on track |

| Station on track |

| Stop on track |

| Non-passenger station/depot on track |

| Stop on track |

| End station |

Nel 1993 la linea di Sintra aveva uno dei più alti indici di utilizzazione in Europa con i suoi 28 km di estensione e 67 milioni di passeggeri. La distanza media tra le stazioni era minore di 2 km.

### Esercizio commerciale
La linea è percorsa principalmente dai treni suburbani di CP Urbanos de Lisboa: 
- Lisbona Rossio ⇄ Sintra
- Lisbona Rossio ⇄ Mira-Sintra - Meleças
- Sintra ⇄ Oriente
- Sintra ⇄ Alverca

nella sezione Cacém-Campolide circolano anche convogli Regionali (CP):
- Santa Apolónia ⇄ Coimbra-B,

e treni merci.